# صفيحة خوان دو فوكا

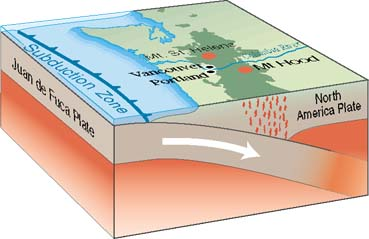
لقطة اعتراضية من صفيحة خوان دو فوكا. صورة منالماسح الجيولوجي الأمريكي (USGS)

صفيحة خوان دو فوكا هي صفيحة تكتونية نشأت من سلسلة جبال خوان دو فوكا واندست تحت الجزء الشمالي من الجانب الغربي من صفيحة أمريكا الشمالية في منطقة اندساس كاسكاديا. وتمت تسميتها على اسم مكتشفها خوان دو فوكا.
ولكونها واحدة من أصغر الصفائح التكتونية للأرض، فإن صفيحة خوان دو فوكا هي جزء من بقايا صفيحة فارالون التي كانت كبيرة، وقد اندست الآن بحد كبير تحت صفيحة أمريكا الشمالية.

## الأصول
تمتد أصول نظام صفيحة خوان دو فوكا إلى الحوض المحيطي والقشرة لقارة بانثالاسا. وقد اندست هذه القشرة القارية تحت صفيحة أمريكا الشمالية والصفيحة الأوراسية.
ويفهم من عبارة بقايا صفيحة بانثالاسا المحيطية أنها صفائح خوان دو فوكا، وجوردا، وكوكوس، ونازاكا، وجميع هذه الصفائح الأربع كانت جزءًا من صفيحة فارالون.

## الامتداد

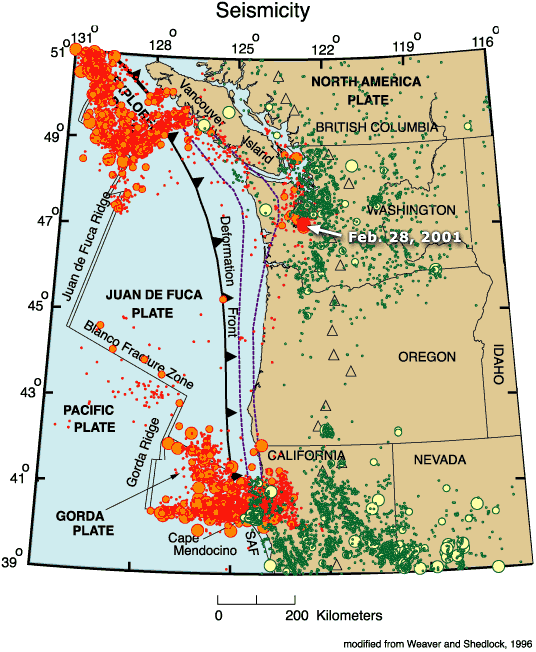
خريطة لصفيحة خوان دو فوكا

يحد صفيحة خوان دو فوكا من الجنوب منطقة تشقق بلانكو (على امتداد الشمال الشرقي من ساحل أوريغون، الولايات المتحدة الأمريكية)، ومن الشمال شق نوتكا (على امتداد الجنوب الغربي من جزيرة نوتكا، بالقرب من جزيرة فانكوفر، كولومبيا البريطانية، كندا)، ومن الغرب صفيحة المحيط الهادئ (التي تغطي معظم المحيط الهادئ وتعد أكبر الصفائح التكتونية في الأرض).
لقد انشقت صفيحة خوان دو فوكا نفسها إلى ثلاثة أجزاء، وينطبق الاسم في بعض المراجع على الصفيحة الداخلية، ولكنه في مراجع أخرى يطبق على الجزء المركزي.
يتم التمييز بين الأجزاء الثلاثة على هذا النحو : الجزء ناحية الجنوب يعرف بأنه صفيحة جوردا والجزء جهة الشمال يعرف بأنه صفيحة إكسبلورار (المستكشف). وتُحدَد الأجزاء الفاصلة بإزاحات كبيرة من المنطقة الممتدة تحت البحر.

## البركانية
كوّن نظام الصفيحة المندس هذا سلسلة جبال كاسكيد رينج، وقوس كاسكيد البركاني، وسلسلة جبال باسيفيك رينجس، على امتداد الساحل الغربي لأمريكا الشمالية ابتداء من كولومبيا البريطانية الجنوبية وحتى كاليفورنيا الشمالية. وهذه بدورها تشكل جزءًا من منطقة الحزام الناري، وهو معلم بركاني واسع النطاق بكثير يمتد حول معظم حافة المحيط الهادئ.

## الزلازل
إن آخر زلزال كبير الدسر في منطقة اندساس كاسكاديا كان زلزال كاسكاديا 1700، الذي كانت درجته بمقياس العزم الزلزالي تقدر من 8.7 إلى 9.2. واعتمادًا على التأريخ بالكربون المشع لرواسب تسونامي المحلية، فقد وقع حوالي عام 1700. وكما ذُكر في مجلة ناشيونال جيوغرافيك يوم 8 ديسمبر 2003، فإن السجلات اليابانية تشير أن الزلزال قد سبب تسونامي في اليابان الذي وقع مساء يوم الثلاثاء الموافق 26 يناير 1700.
في عام 2008، تمت ملاحظة زلازل صغيرة داخل الصفيحة. وقد وصفت الهزات غير العادية بأنها «كانت أكثر من 600 هزة على مدى الأيام العشرة الماضية في حوض 150 ميلاً جنوب غرب نيوبورت». وخلافاً لمعظم الزلازل، فإنها لم تتبع زلزالاً كبيرًا، بل كانت مجرد سيل مستمر من الزلازل الصغيرة. إضافة إلى أنها لم تحدث على حدود الصفيحة التكتونية، بل في وسطها. وقد سمعت الهزات الجوفية بمسماع الهيدروفون، ووصف العلماء الأصوات بأنها مشابهة لصوت الرعد ولا تشبه أي شيء تم سماعه سابقًا.

## وصلات خارجية
- National Geographic on Japanese records verifying an American earthquake
- Cascadia tectonic history with map